# Beaune-la-Rolande

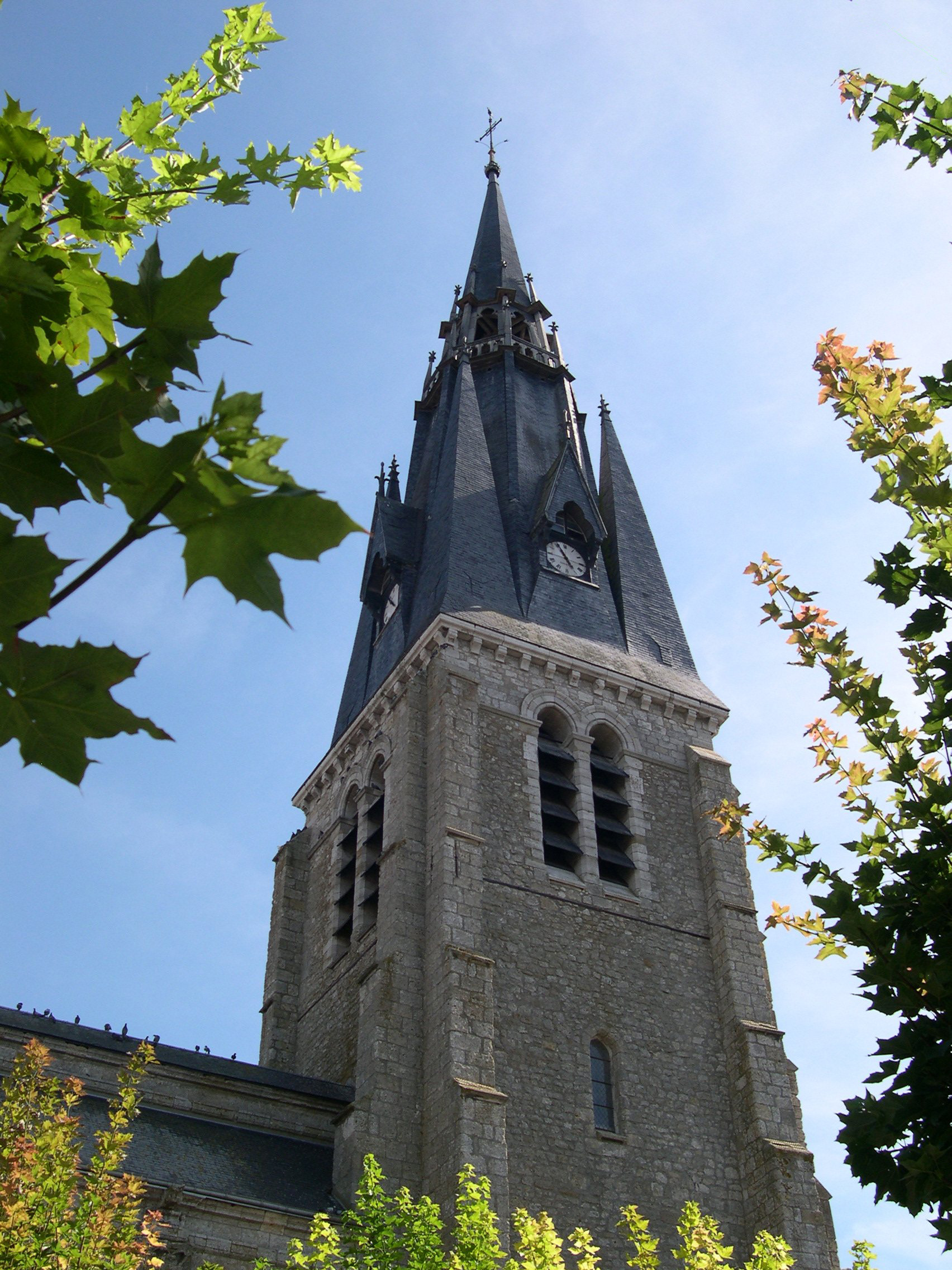
Kirche Saint-Martin

Beaune-la-Rolande [bon la ʁɔlɑ̃d] ist eine französische Stadt mit 1991 Einwohnern (Stand 1. Januar 2022) im Arrondissement Pithiviers im Département Loiret in der Region Centre-Val de Loire. Die Gemeinde liegt etwa 100 km südlich von Paris.

## Geographie
Beaune-la-Rolande liegt 98 km südlich von Paris, 51 km nordöstlich von Orléans, 26 km nordwestlich von Montargis und 19 km südöstlich von Pithiviers am Rand des Waldes von Orléans auf der Grenze des Beauce. Die Ufer der Rolande liegen vor allem auf dem Gemeindegebiet, bevor sie in Corbeilles in den Maurepas mündet.

## Ortsteile
Romainville, Foncerive, Vergonville, Orme, Le Bois de la Leu, Marcilly, Jarisoy, Les Saules

## Geschichte

### Internierungslager Beaune-la-Rolande
Zu Beginn des Zweiten Weltkriegs (1939/40) entstand in Beaune-la-Rolande ein Lager – bestehend aus 14 von Stacheldraht umgebenen Baracken – für künftige deutsche Kriegsgefangene. Dazu kam es nicht mehr; stattdessen internierte hier die deutsche Wehrmacht gefangengenommene französische Soldaten, bevor diese nach Deutschland geschickt wurden. Nach der Webseite der Stadt wurden ab dem 18. Juni 1940 die ersten französischen Kriegsgefangenen in Beaune-la-Rolande aufgenommen, und schließlich kamen bis zu 22.000 Mann hier unter. Der erste und größte Transport von ihnen in Gefangenenlager in Deutschland fand am 4. Oktober 1940 statt.
Am 14. Mai 1941 fand unter dem Namen Action billet vert in Paris die erste große Razzia gegen Juden statt. 4000 Personen wurden verhaftet und in die Internierungslager Camp Pithiviers und Camp Beaune-La-Rolande eingewiesen.:S. 306 Nach Beaune-La-Rolande kamen etwa 2000 jüdische Männer, zumeist polnische Juden.
Weitere Tausende Juden kamen nach der Rafle du Vélodrome d’Hiver Mitte Juli 1942 in diese beiden Lager. Laut dem Direktor der städtischen Polizei in Paris seien bei diesen Juli-Razzien 13.152 Personen verhaftet worden, von denen fast zwei Drittel in das Vélodrome d’Hiver eingewiesen wurden, bevor sie ab dem 19. Juli in die Lager in Pithiviers und Beaune-la-Rolande kamen.:S. 607 Unter diesen Verhafteten befanden sich sehr viele Frauen und Kinder. Der Polizeiintendant von Orléans sprach in einem Bericht vom 20. Juli 1942 an den Präfekten davon, dass es sich bei den aus Paris im Camp-Beaune-La-Rolande eingetroffenen Neuankömmlingen mindestens zu 90 % um Frauen und Kinder gehandelt habe.:S. 617

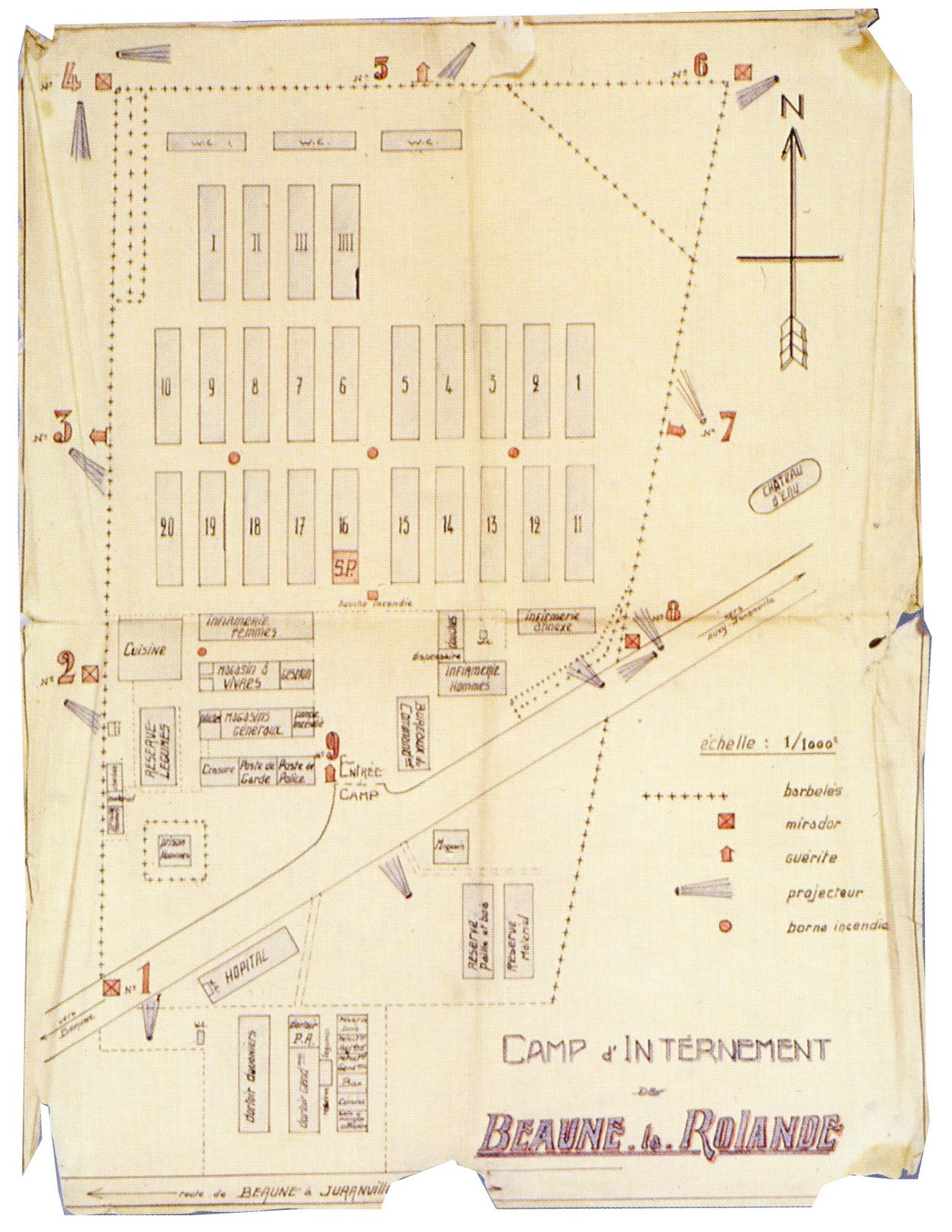
Plan des Internierungslagers Beaune-la-Rolande
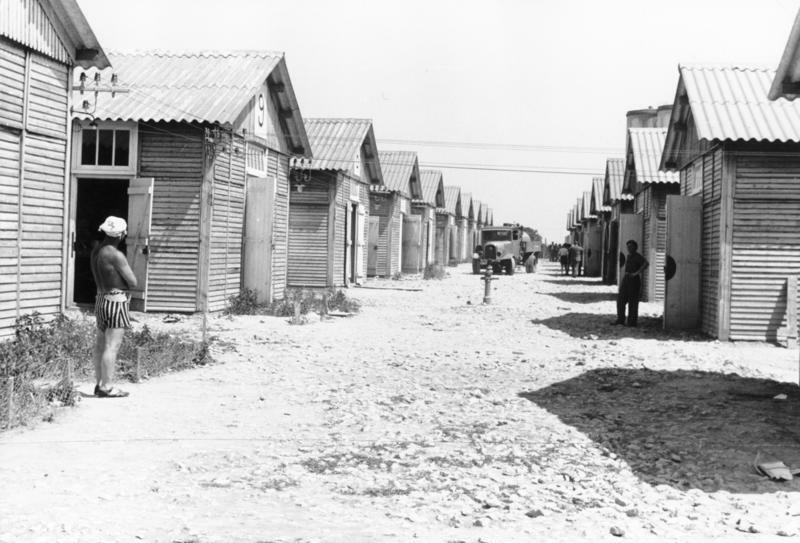
Lagerstraße
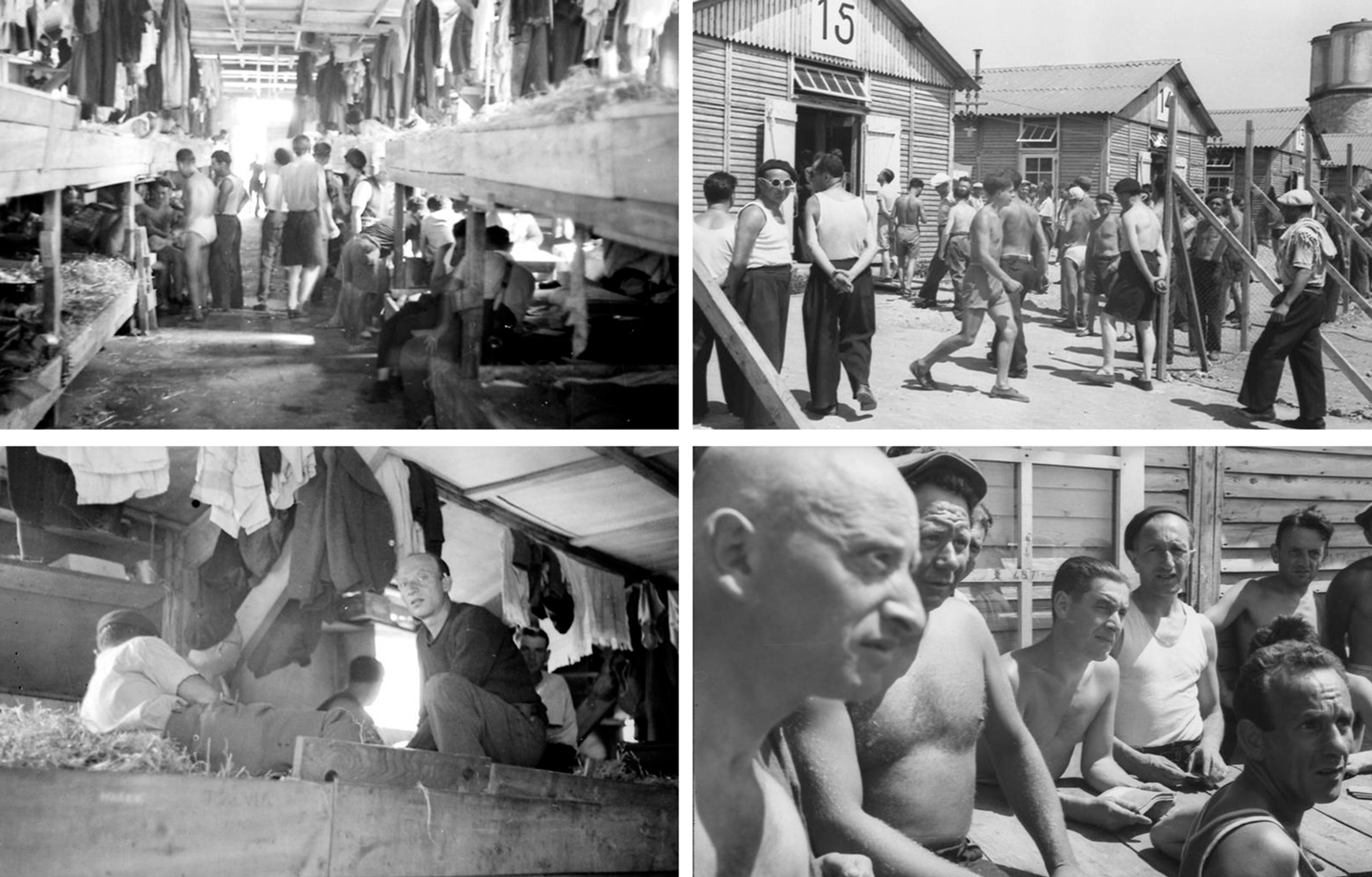
Eindrücke vom Lagerleben
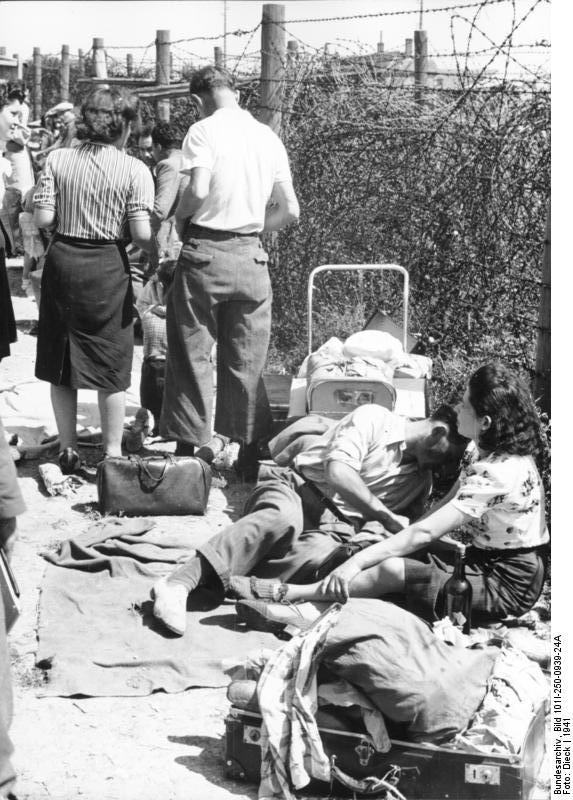
Gefangene im Lager
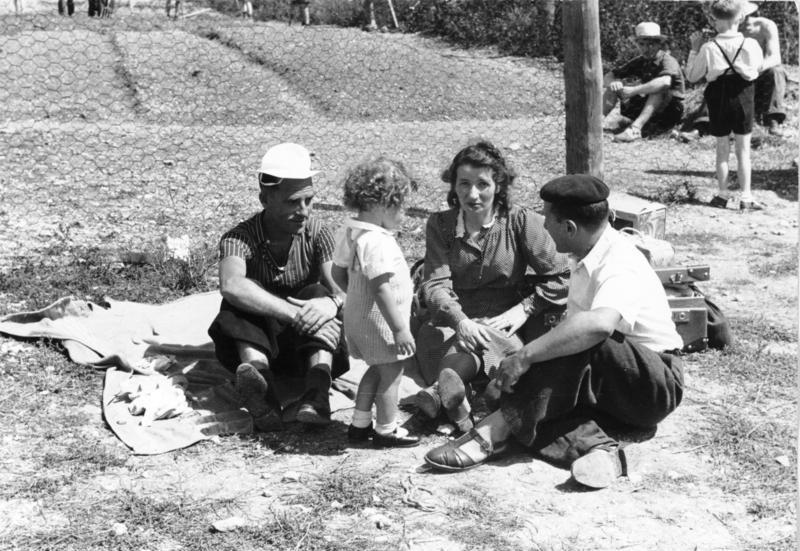
Gefangene Kinder

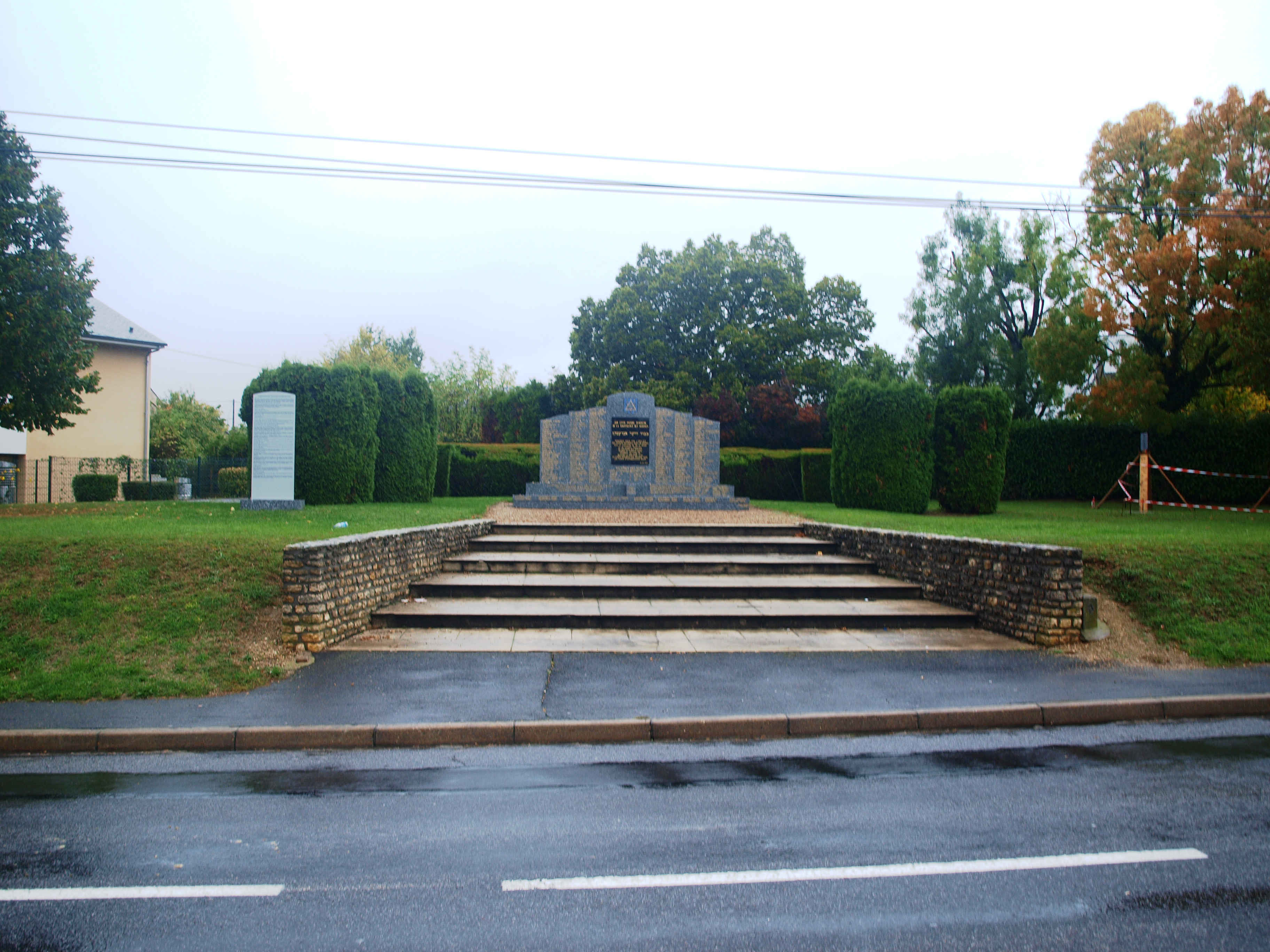
Die Gedenkanlage in Beaune-la-Rolande

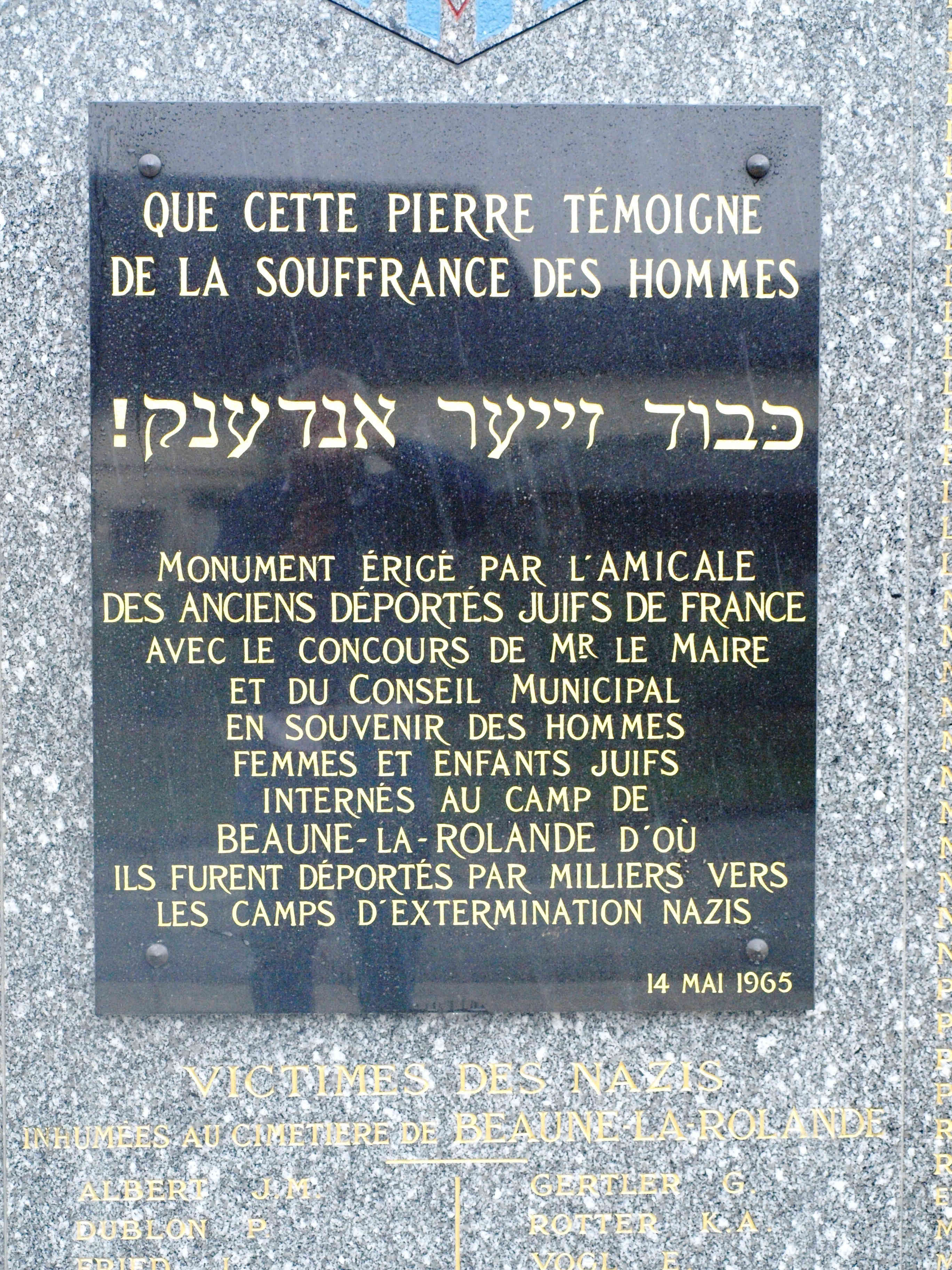
Inschrift auf der Tafel in der Mitte der Gedenkanlage

Ende Juli 1942 begannen in Beaune-la-Rolande die Deportationen. Dabei spielten sich zunächst schreckliche Szenen ab, weil die Kinder von ihren Eltern getrennt wurden und alleine zurückblieben mussten. Der Grund dafür war, dass sich die Deutschen und das Vichy-Regime noch nicht darüber geeinigt hatten, ob auch jüdische Kinder deportiert werden sollten. Der französischen Bitte, auch Kinder zu deportieren, gab das Reichssicherheitshauptamt in einem Telegramm vom 13. August 1942 nach und gestatteten, die bei der Pariser Razzia festgenommenen und in Beaune-la-Rolande festgehaltenen Kinder „nach und nach den Konvois nach ins Auschwitz beizugeben“.:S. 386
Bei den Deportationen aus Beaune-la-Rolande – sie waren Teil der Deportationen aus der unbesetzten Zone:S. 387 ff. – wurden am 28. Juli, am 5. und 7. August sowie am 23. September 1942  2773 jüdische Männer und Frauen entweder direkt oder über das Sammellager Drancy nach Auschwitz verbracht.

„Der Höhepunkt des Schreckens ereignete sich am 17. August 1942 mit der Massendeportation von Kindern, die in der überwiegenden Mehrheit Franzosen waren und deren Eltern bereits deportiert worden waren. Etwa 1500 Kinder aus dem CAMP DE BEAUNE-LA-ROLANDE gehörten zum Konvoi Nr. 20, der sie unter schrecklichen Bedingungen nach DRANCY brachte.“

Im März 1943 war Beaune-la-Rolande Zwischenstation für mehr als 1200 Juden, die zuvor in Drancy interniert waren. Sie traten dann von Beaune-la-Rolande aus ihre Reise in den Tod an.
„Im Juli 1943 verfügte Alois Brunner die Schließung des Internierungslagers. Der letzte Deportationstransport verließ das Lager im September 1943.“ Mit dem Vorrücken der alliierten Truppen wurden Niederländer, die zuvor in Deutschland untergebracht waren, vor ihrer Rückkehr in ihre Heimat vorübergehend auf dem Lagergelände ansässig. 1947 wurde das Lagerabgerissen; auf dessen Fläche wurde zunächst eine Hauswirtschaftsschule errichtet, dann eine bis heute bestehende Landeslandwirtschaftsoberschule.
Die Geschichte des Lagers ist in Beaune-la-Rolande – im Gegensatz zu vielen Orten mit einer ähnlichen Vergangenheit – nicht in Vergessenheit geraten. Davon zeugt zum einen die ausführliche Darstellung auf der Website der Gemeinde, zum anderen aber auch vielfältige Formen des Gedenkens an das Lager. An der Rue des Déportés erinnert seit 1990 ein Denkmal an das Lager und dessen Opfer. (Lage) Die an zentraler Stelle angebrachte Gedenktafel zeigt aber, dass bereits im Mai 1965 an das Lager erinnert wurde.
1991 wurde auf Initiative der Städte Pithiviers, Beaune-la-Rolande, Jargeau und Orléans sowie der Universität Orléans, des Centre de documentation juive contemporaine, des Conseil représentatif des institutions juives de France (CRIF) und der Jüdischen Gemeinde von Orléans das Centre de Recherche sur les Camps d’Internement du Loiret (CERCIL, Forschungszentrum für die Internierungslager des Loiret) gegründet. Die Webseite der Gemeinde bezeichnet dieses Zentrum als einen „Ort der Forschung der Erinnerung und der Bildung für die zukünftigen Generationen“. Seit 2011 ist dem Zentrum das Musée Mémorial des enfants du Vel d'Hiv angegliedert, das an das Schicksal der Kinder vom Vel d'Hiver erinnert und die Geschichte der Internierungslager im Loiret (Beaune-la-Rolande, Pithiviers und Jargeau) während des Zweiten Weltkriegs nachzeichnet. Vor dem Museum in Orléans ist eine wieder hergestellte Baracke aus dem Lager Beaune-la-Rolande aufgebaut.
Die Gedenkanlage in Beaune-la-Rolande wurde 2012 um Stelltafeln mit den biografischen Angaben aller Internierten und ihren Festnahme- und Deportationsdaten erweitert. Mitte Juli findet hier jährlich eine Zeremonie zum Gedenken an die Opfer rassistischer und antisemitischer Verfolgungen statt.

## Bevölkerungsentwicklung
| Jahr                       | 1962 | 1968 | 1975 | 1982 | 1990 | 1999 | 2006 | 2018 |
| Einwohner                  | 1758 | 1792 | 1929 | 1928 | 1877 | 2102 | 2073 | 2015 |
| Quellen: Cassini und INSEE |      |      |      |      |      |      |      |      |